# Luis Adolfo Flores
Luis Adolfo Flores Roberts (La Paz, Bolivia; 4 de octubre de 1972) es un jurista y político boliviano de pensamiento progresista social; fue elegido senador y reelegido gobernador por el departamento de Pando, y concejal por el municipio de Cobija; y fue defensor público.
Fue senador nacional en la Asamblea Legislativa Plurinacional de Bolivia en representación del departamento de Pando durante el periodo 20-25.
Durante su carrera política, Luis Flores fue el alcalde interino de la ciudad de Cobija desde el 1 de octubre de 2005 hasta el 30 de diciembre de 2009 y luego se desempeñó también como gobernador del departamento de Pando en dos ocasiones: la primera vez desde el 31 de mayo de 2010 hasta el 24 de diciembre de 2014 y la segunda vez desde el 31 de mayo de 2015 hasta el 3 de noviembre de 2020.

## Biografía
Luis Adolfo Flores nació el 4 de octubre de 1972 en la ciudad de La Paz, Bolivia. Es hijo de Francisco Flores Gisbert y de Rosa Roberts Zaconeta. Desde muy niño, Flores se mudó a vivir a la ciudad de Cobija del departamento de Pando donde creció, empezó y terminó sus estudios primarios y secundarios en esa misma ciudad.
En 1987,a la edad de 15 años, Flores participó de la marcha de la "Caravana de la Integración", que partió desde Cobija y que tenía la finalidad de llegar a la ciudad de La Paz (sede de gobierno de Bolivia) con el objetivo de entrevistarse con el presidente Víctor Paz Estenssoro para pedirle una carretera que uniera el Departamento de La Paz con el Departamento de Pando, la fundación de una universidad pública en la capital departamental Cobija y otros pedidos más.
Durante el transcurro de la marcha, la caravana se perdió en la selva del norte departamental paceño, siendo rescatados días después por miembros del Ejército de Bolivia, en especial por el regimiento de infantería 30 "Murillo" por la localidad de Apolo en la provincia de Franz Tamayo; Flores estuvo en ese esos acontecimientos.
En 1990, Flores decidió continuar con sus estudios superiores, trasladándose a vivir a la ciudad de La Paz, para ingresar a la carrera de Derecho de la Universidad Mayor de San Andrés (UMSA), graduándose enDerecho y Ciencias Políticas en 1994; y posteriormente realizó Maestrías en Derecho Constitucional y Derecho Procesal Constitucional, Derecho Penal y Procesal Penal
Está casado con Silvia Zambrana Lara, con la cual tiene dos hijas.

## Vida política
En 1995, Flores se une al Movimiento de Izquierda Revolucionaria (MIR) siendo elegido concejal del municipio de Cobija por ese partido. Abandonó el MIR para crear su propia agrupación política llamada Movimiento Amazónico de Renovación (MAR) el cual fue aliado del Movimiento al Socialismo (MAS-IPSP) cuando estuvo liderado por Evo Morales.
En 2004 postuló al cargo de concejal de Cobija en las elecciones municipales de ese año y en las cuales salió electo con el partido Movimiento Amazónico de Renovación (MAR), al año siguiente en 2005 tras la renuncia del alcalde Miguel Becerra (quien renunció para postular al cargo de prefecto en las Elecciones departamentales de Bolivia de 2005), el consejo municipal eligió a Flores como alcalde interino, hasta su renuncia en 2009, cuando renunció para candidatear al cargo de gobernador en las Elecciones subnacionales de Bolivia de 2010.

## Gobernador de Pando

### Primera gestión (2010-2015)
En marzo de 2010 Flores postuló como candidato al cargo de gobernador del Departamento de Pando en las elecciones subnacionales. El 4 de abril de 2010 salió ganador, posesionándose como el primer gobernador electo por ese departamento, rompiendo de esa manera la larga hegemonía que tenía quien fue prefecto Leopoldo Fernández, hasta que fue encarcelado en la ciudad de La Paz por el caso de la "Masacre de Porvenir", acontecida en septiembre de 2008.

### Segunda gestión (2015-2020)
En diciembre de 2014 Flores renunció al cargo de gobernador departamental para postular (según las leyes bolivianas) nuevamente al mismo cargo en las elecciones subnacionales de 2015. El 29 de marzo de 2015 salió nuevamente ganador, posesionándose el 31 de mayo de 2015 en la casa de la libertad de la ciudad de Sucre (capital de Bolivia).

### Asambleísta y senador nacional
Flores se fue arraigando en el Movimiento Al Socialismo (MAS), cuando ese partido fue encabezado por Evo Morales, hasta ser líder regional, por lo que tras dejar la gobernación pandina se postuló y fue electo como senador del MAS por Pando.
Como senador jurista su aporte fue importante en la discusión y construcción de Proyectos de Ley, encontrándose entre sus propuestas de mayor trascendencia el proyecto de "Ley de Protección del medio ambiente y la biodiversidad, aplicación de los mecanismos para un desarrollo limpio y de reducción de emisiones de gases de efecto invernadero", presentado a finales de 2024, sobre el cual plantea que esa ley podría generar recursos para proyectos de desarrollo sostenible, preservar el medio ambiente y la biodiversidad, a través de la transferencia de créditos de carbono.
Dentro de sus defensas de análisis jurídico-constitucional destacó la presentación de recursos constitucionales, como la acción de insconstitucionalidad que presentó sobre disposiciones del Presupuesto General del Estado 2025, entre ellas la disposición adicional séptima que establecía confiscaciones a sectores productivos y comerciales del país; y la acción de inconstitucionalidad contra la disposisción adicional quinta del Presupuesto General del Estado 2025 que establecía reducciones a la cobertura de la Renta Universal de Vejez.
Luis Flores tomó liderazgo entre los legisladores del MAS-IPSP siendo crítico al gobierno de Luis Arce Catacora, y finales de 2023, tras la división de ese partido en dos facciones, fue a su vez uno de los principales asambleístas que apoyaron al expresidente Evo Morales.
A finales de 2024 fue reelegido de manera discontinua, como Jefe de Bancada de los Senadores del MAS-IPSP, dentro de la denominda ala evista, siendo uno de los principales voceros de esa facción junto a Andrónico Rodíguez, Presidente del Senado, y William Tórrez, otro senador jurista.

### Actualidad
Luis Flores, como jurista y político con experiencia en gestión pública y cualidades de vocería, destaca desde el análisis jurídico-constitucional y el debate legal como en el político, así como en la generación y discusión de proyectos de ley, constituyéndose en un referente comunicacional del Senado y del evismo, con enfoque de Derecho.